# Фарнем, Джон
Джон Фарнем (англ. John Farnham; род. 1 июля 1949, Дагенем; в 1967—1980 гг. выступал под именем Джонни Фарнем) — австралийский певец.
Его альбом 1986 года Whispering Jack провёл 25 недель на 1-м месте австралийского альбомного хит-парада и по состоянию на 2006 год, будучи сертифицирован Австралийской ассоциацией звукозаписывающих компаний 24-кратно платиновым, являлся самым продаваемым альбомом в стране за всю историю.

## Дискография
Смотри статьи «Дискография Джона Фарнема» и «Дискография группы Little River Band» в англ. разделе.

## Награды и номинации
Смотри статью «Список наград и номинаций Джона Фарнема» в англ. разделе.
- 1987 — Австралиец года